# Thecla faventia
Thecla faventia är en fjärilsart som beskrevs av William Chapman Hewitson 1867. Thecla faventia ingår i släktet Thecla och familjen juvelvingar. Inga underarter finns listade i Catalogue of Life.